# Antiaropsis decipiens
Antiaropsis decipiens là một loài thực vật có hoa trong họ Moraceae. Loài này được K.Schum. mô tả khoa học đầu tiên năm 1889.